# Hysteriales
Hysteriales is een orde van Dothideomycetes uit de subklasse Pleosporomycetidae.
Tot deze orde behoren bootvormige schimmels, geopend met een overlangse gleuf. Er zijn ongeveer 110 soorten.

## Taxonomie
De taxonomische indeling van Hysteriales is als volgt:
Orde: Hysteriales
- Familie: Hysteriaceae